# Křížová cesta (Rosice)
Křížová cesta v Rosicích v okrese Brno-venkov se nachází jižně od centra města. Vede lipovou alejí ke kapli Nejsvětější Trojice. Je chráněna jako nemovitá kulturní památka České republiky.

## Historie
Křížová cesta je tvořena dvanácti zastaveními v podobě trojbokých kamenných jehlanců s vytesanými reliéfy.
Cesta vede 300 metrů dlouhou dvouřadou památkově chráněnou lipovou alejí ke kapli Nejsvětější Trojice. Na konci cesty je kamenný kříž z roku 1950, který pravděpodobně nahradil chybějící třinácté zastavení.